# Saugschuppe
Eine Saugschuppe ist ein Haar bei Bromeliengewächsen, das der Wasseraufnahme dient. Die Wasser- und damit verbunden die Mineralstoffaufnahme über die auf den Blättern befindlichen Saugschuppen ist für die epiphytischen Bromelien wichtig, da sie diese Substanzen nicht aus dem Substrat aufnehmen können. Der Begriff wurde von Gottlieb Haberlandt geprägt.
Ähnliche Gebilde kommen auch bei Eriocaulaceae vor.